# Larnaudia chaiyaphumi
Larnaudia chaiyaphumi is een krabbensoort uit de familie van de Potamidae. De wetenschappelijke naam van de soort is voor het eerst geldig gepubliceerd in 1982 door Naiyanetr.